# Pintor de Cleofrades

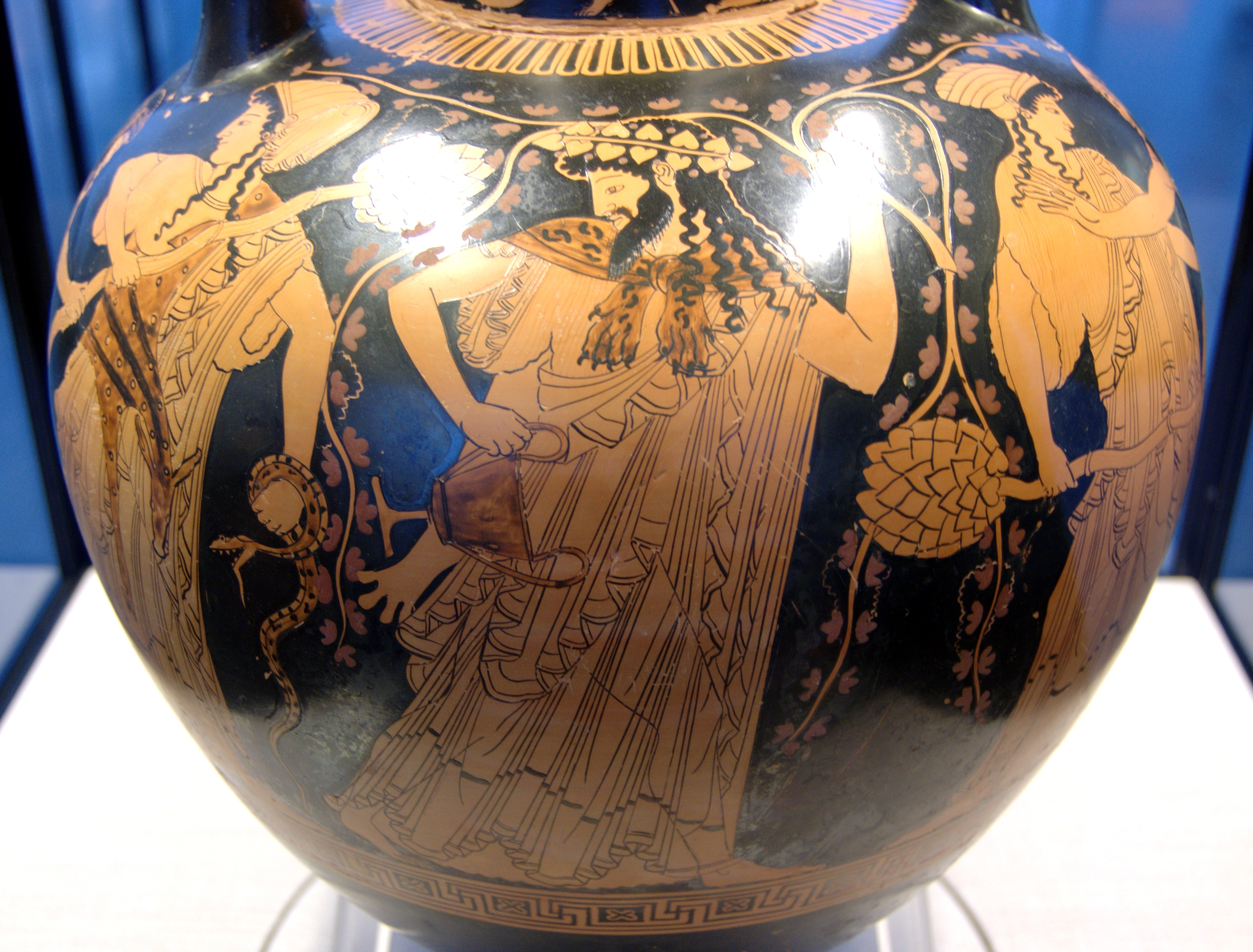
Ánfora del Pintor de Cleofrades. Múnich, Staatliche Antikensammlungen 2344.

Pintor de Cleofrades es el nombre convenido dado a un pintor ático activo entre 505 y 475 a. C.
Fue alumno de Eutímides y activo con el alfarero Cleofrades, de quien toma su nombre, aunque, por un vaso descubierto, se sabe que se llamaba Epicteto. Decoró principalmente grandes jarrones: ánforas, cráteras de cáliz y voluta, pélices, estamnos, psicteros y numerosas ánforas panatenaicas de figuras negras. En total se le han atribuido unas 150 obras, de las cuales solo 12 son copas.

## Obras

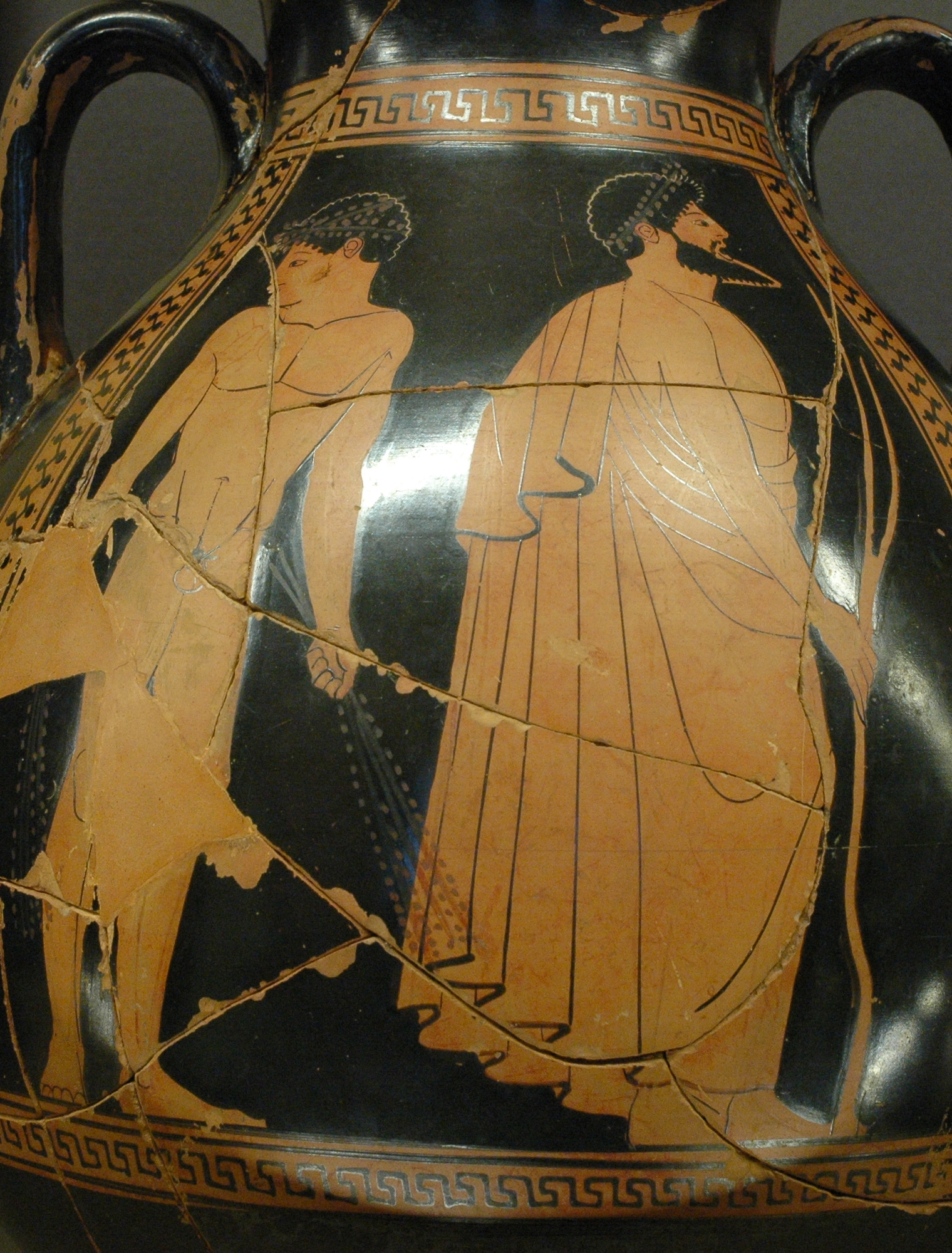
Pedotriba (maestro de gimnasia) y uno de sus atletas. Cara B de un pélice ático de figuras rojas.

En las obras más antiguas predomina la influencia del estilo de Eutimídes: un ejemplo es la crátera de cáliz del Museo Arqueológico Nacional de Tarquinia, por la limpieza del signo y la monumentalidad de la figura dentro de la composición. En las obras de la fase madura los comentaristas tienden a destacar, por parte del Pintor de Cleofrades, una mayor participación emocional o intelectual en lo representado, en comparación con los contemporáneos y los antecedentes, que se expresa en una menor tendencia a la magnificencia de los cuerpos, más adherida a sus manifestaciones accidentales y en un mayor interés por los aspectos narrativos y dramáticos.
El estilo maduro del pintor de Cleofrades se manifiesta alrededor del año 490 a. C. en la hidria del Museo Arqueológico Nacional de Nápoles (Hydria Vivenzio) con la representación de la caída de Troya, narrada por episodios recogidos en el hombro, sobre los que se ha destacado la analogía con los frontones clásicos por el vértice del drama que se desprende del centro hacia los extremos de la composición. Esta cercanía a otras artes parece confirmada por el uso de una policromía parcial debido a los fondos marrones diluidos, junto con las sobrepinturas púrpuras, como se encuentra por ejemplo en el ánfora de Múnich (Staatliche Antikensammlungen 2344), con Dioniso rodeado de ménades y sátiros. La estructura particular de las figuras del Pintor de Cleofrades también se ha aproximado a la escultura peloponesia contemporánea (Apolo del frontón del Templo de Zeus en Olimpia).